# Kadosz (judaizm)
Kadosz (lub ha-Kadosz) – w judaizmie jedno z imion Boga, oznaczające po hebrajsku „Święty” (pewien aspekt znaczenia „święty” można także określić jako „inny”). Żydzi używają wielu zastępczych imion Boga, by, zgodnie z zakazem, nie wymawiać głośno tego właściwego, oznaczanego świętym tetragramem JHWH. Inne imiona to: Adonaj – „mój Pan” (imię to z czasem również uznano za święte i też zaczęto je zastępować), ha-Szem — „imię”, szaddaj — „wszechmocny”.
Kadosz to również żydowski męczennik za wiarę. W tym kontekście także każda ofiara Holokaustu.